# 足立区立鹿浜五色桜小学校
足立区立鹿浜五色桜小学校（あだちくりつしかはまごしきざくらしょうがっこう）は、東京都足立区鹿浜4丁目に開校した公立小学校。

## 概要
- 足立区立鹿浜小学校と足立区立上沼田小学校の2校を統合し、2015年に開校した小学校である。なお、校名は、統合された2校の内、鹿浜小学校の「鹿浜」は残ったが、上沼田小学校の「上沼田」は残らず、「五色桜」を充てた。

## 沿革
- 2015年（平成27年）4月1日 - 鹿浜小学校と上沼田小学校が統合して、開校。
- 2017年（平成29年）4月1日 - 新校舎へ移転。同日、特別支援教室開設。
- 2019年（令和元年）10月30日 - 開校5周年お祝い集会を開催。

## 学校周辺
- 東京都道・埼玉県道106号東京鳩ヶ谷線
- 足立椿郵便局
- 足立区立鹿浜東公園
- 足立区立鹿浜菜の花中学校
- 足立区立上沼田北公園

## 通学区域
- 江北6丁目（全域）、江北7丁目（全域）、鹿浜1丁目（12番以降）、鹿浜3丁目（1番、2番、6番～12番、18番～20番、26番～29番）、鹿浜4丁目（1番～25番）、椿2丁目（全域）[2]

## アクセス
出典
- 東武鉄道伊勢崎線・大師線西新井駅から
  - 東武バス・国際興業バス「鹿浜十字路」バス停下車後、徒歩3分。
  - 都営バス・国際興業バス「椿二丁目」バス停下車後、徒歩3分。
- 東京都交通局日暮里・舎人ライナー西新井大師西駅下車後、徒歩10分。